# Hans Beller
Hans Beller (* 25. Dezember 1947 in Stuttgart) ist ein deutscher Autor, Filmregisseur und Dozent an mehreren Film- und Kunsthochschulen. Außerdem ist er Trainingspartner und Coach von Fernsehschaffenden für die ARD.ZDF medienakademie, sowie BR, SWR, WDR, ZDF und weiteren.

## Leben und Werk
Seine Bücher und Aufsätze zum Thema Filmwahrnehmung und Filmmontage, insbesondere das „Handbuch der Filmmontage – Praxis und Prinzipien des Filmschnitts“, gehören zur Standardliteratur für Filmschaffende.
Nach seinem Studium an der Hochschule für Fernsehen und Film München von 1968 bis 1971 absolvierte er ein Psychologiestudium, das er mit einer Diplomarbeit über Filmwahrnehmung abschloss. Neben seiner Arbeit als Regisseur und Autor (vor allem im dokumentarischen Bereich) vertiefte er ab 1981 zunehmend seine filmwissenschaftliche Tätigkeit.

## Lehraufträge (Auswahl)
- 1991–1997: Professor für Film- und Kulturgeschichte, Ästhetik und Semiotik an der Fachhochschule Rosenheim im Studiengang Szenografie.
- 1991–1998: Dozent an der Filmakademie Baden-Württemberg für Filmgeschichte und Medientheorie.
- 1998–2001: Professor für Film an der Staatlichen Hochschule für Gestaltung Karlsruhe.
- 2001–2006: Professor für Fernsehpraxis an der Kunsthochschule für Medien Köln.
- Seit Oktober 2006: Professor an der Filmakademie Baden-Württemberg mit Lehraufträgen zur Filmgeschichte, -analyse und -montage.
- Zudem ist er häufig als Gastdozent an weiteren Film- und Medienschulen tätig.

## Filmografie (Auswahl)
- 1971: Far Out - Das Ende einer Bewegung
- 1982/83: Der Traumfabrikant Carl Laemmle (2 Teile)
- 1984: Geschundenes Zelluloid – Das Schicksal des Kinoklassikers: Im Westen nichts Neues
- 1985/86: Verwackelte Vergangenheit – Aus alten deutschen Amateurfilmen (5 Teile)
- 1986: Paul Leni – Filme mit Liebe gebaut
- 1989: Henri Cartier-Bresson – Der entscheidende Augenblick
- 1991: Loriot – Fernsehen auf dem Sofa (2 Teile)
- 1995: Der Deutsche als Hunne – Hollywoods Feindbild im Ersten Weltkrieg
- 1997: Marshall Plan in Action – Filme für Europa
- 1999: Bilder des Jahrhunderts – Jahrhundert der Bilder

## Werke (Auswahl)
- Die verfilmte Vergangenheit – Notizen zur dokumentarischen Arbeit mit Archivfilmen. Jahrbuch Film 1984/85 München 1984.
- Im Westen nichts Neues – Gegen den Krieg. Fischers Filmgeschichte Bd. 2. Hrsg. W. Faulstich/H. Korte, Frankfurt/M. 1991.
- Die Moral der feinen Leute – Törichte Frauen. Fischers Filmgeschichte Bd. 1. Hrsg. W. Faulstich/H. Korte, Frankfurt/M. 1994.
- Handbuch der Filmmontage – Praxis und Prinzipien des Filmschnitts. – München 1993, 3. Aufl. 1999.
- Die Deutschen als Hunnen – Feindbildproduktion in Hollywood. Unser Jahrhundert in Film und Fernsehen. Beiträge zu zeitgeschichtlichen Film- und Fernsehdokumenten, München 1995.
- Onscreen/Offscreen – Grenzen, Übergänge und Wandel des filmischen Raumes. Hrsg. Hans Beller u.a, Stuttgart 2000
- Kapitel Filmmontage. In: Filme machen. Technik, Gestaltung, Kunst. Frankfurt a. M. 2005. Verlag Zweitausendundeins
- Das Geheimnis des unsichtbaren Schnitts. In: Filmschnitt-Bekenntnisse. Hg. Béatrice Ottersbach, Thomas Schadt. UVK Konstanz 2009
- Wie kann ich als Lehrender interessieren? Hans Beller im Gespräch mit Béatrice Ottersbach. In: Filmlehren. Ein undogmatischer Leitfaden für Studierende. Hg. Béatrice Ottersbach, Thomas Schadt. Bertz+Fischer, Berlin 2013.
- IM WESTEN NICHTS NEUES - Ein Film und sein wechselvolles Schicksal. Und: Was macht einen Kriegsfilm zum Antikriegsfilm? Eine filmische Feindbildanalyse von Professor Hans Beller. In: Booklet von 3 Disc-Mediabook-Edition von Capelight Pictures (DVD/Blu-ray Disc), D 2022

## Aufsätze im Internet
- Filmräume als Freiräume
- Aspekte der Filmmontage (Memento vom 27. Juni 2012 im Internet Archive)
- Goldener Schnitt-Kolumne: Entschleunigtes Editing? (Memento vom 27. September 2007 im Internet Archive)
- Was heißt "Filmmontage"?